# Calicnemia erythromelas
Calicnemia erythromelas – gatunek ważki z rodziny pióronogowatych (Platycnemididae).